# Док Самсон
Док Самсон (англ. Doc Samson), настоящее имя Леонард Скиворски младший (англ. Leonard Skivorski, Jr.) — персонаж из комиксов издательства Marvel Comics. Был создан Роем Томасом и Хербом Тримпом и впервые появился в комиксе Incredible Hulk #141 в 1971 году.

## Биография
Психиатр Леонард Скиворски пришёл к генералу Россу с предложением вылечить его дочь, Бетти, которая была превращена Песочным человеком в кристаллическую форму через переливание крови. У Самсона было техническое изобретение — лучевой прожектор — он осушал по частицам гамма-энергию и псионическую энергию из Брюса Бэннера, превращавшегося в монстра Халка, за которым генерал Росс долго охотился. Самсон объяснил, что в результате Бэннер вылечится от психологической нестабильности — это окончательно превратит его в Халка. Брюс хотел спасти Бетти и вылечить себя. Поэтому Бэннер охотно согласился на эксперимент. Луч успешно вернул Бетти Росс в нормальное состояние и уничтожил псионическую энергию Бэннера.
Однако большая часть псионической энергии Бэннера осталась внутри лучевого прожектора. Из-за научного любопытства и желания познать в себе сверхчеловеческие силы, Самсон направил на себя псионическую энергию, которая осталась в прожекторе. В результате, слабый, темноволосый психиатр превратился в огромного, мускулистого сверхчеловека с зелёными волосами и силой, которую поддерживали гамма-лучи. Бэннеру показалось, что он вылечен, но был сломлен эмоционально, когда увидел Бетти, женщину, которую он любил, с Самсоном в романтической обстановке, не защищённый от гамма-лучей, Брюс попал под их воздействие и загубил всё лечение.
Позже Самсон потерял сверхчеловеческую силу, когда взорвал скопившееся гамма-излучение, предназначенное для Халка. Однако месяцем позже Самсон снова приобрёл гамма-мутацию и сверхчеловеческую силу, когда попал под интенсивное гамма-излучение из взорванного гамматрона, экспериментального генератора, который излучал гамма-лучи. Самсон такой и по сей день. Док Самсон, как его прозвали, долго искал способ поймать и вылечить Халка. Самсон работал преподавателем в университете, пока Халк путешествовал сквозь разные измерения, не имея возможности вернуться на Землю. Но Самсон вернул к своему истинному виду Халка, когда монстр вернулся на Землю.
Халк не сосредоточил на себе всё внимание Дока Самсона. Но он стал первым кого вылечил доктор. Самсон с головой ушёл в поиски серийного убийцы с гамма-способностями, Пэчвока. Он помог другому человеку, который так же попал под гамма-излучение, добровольцу Гейзеру. Недавно, Док Самсон пытался помочь Робби Болдуину, покровителю Громовержца, с его участием в трагедии в Стэмфорде они остановили Нормана Озборна.

## Альтернативные версии

### Ultimate
Самсон был психотерапевтом, специализирующимся на супер-злодеях. Во время событий Ultimate Comics Spider Man № 156 его вызвала Кэрол Денверс для беседы с Норманом Осборном. Неожиданно Осборн трансформируется в Зелёного Гоблина и убивает нескольких агентов «ЗАЩИТЫ», а также Самсона.

## Силы и способности
Док Самсон владеет сверхчеловеческой силой (может поднимать больше 75-ти тонн), выносливостью, прочностью и умением прыгать на огромные расстояния. Его тело пуленепробиваемо, оно излучает гамма-лучи. Его сила первоначально зависела от длины его волос, так же как у библейского героя — Самсона, но после стабилизации мутации длина волос не имела значения.

## Вне комиксов

### Телевидение
- Док Самсон появился в нескольких сериях мультсериала «Невероятный Халк», где его озвучил Шадой Стивенс.
- В мультсериале «Мстители: Могучие Герои Земли» Самсона озвучил Кэм Кларк.
- Появляется в мультсериале Халк и агенты СМЭШ.

### Кино

Тай Баррелл в роли Леонарда Самсона в фильме «Невероятный Халк».

В фильме «Невероятный Халк» 2008 года, который входит в Кинематографическую вселенную Marvel, роль Леонарда исполнил актёр Тай Баррелл. В этом фильме фильме Док Самсон представлен просто как врач, который имеет романтические отношения с Бетти Росс (Лив Тайлер). В фильме у него тёмные волосы, и он не превращается ни в какого Самсона с зелёными волосами. По всей видимости, Бетти с ним рассталась после воссоединения с Брюсом (Эдвард Нортон). Показано, что Леонард презрительно относится к генералу Россу из-за рассказов Бетти, а после личного знакомства эта антипатия усиливается.

### Видеоигры
- В видеоигре «The Incredible Hulk: Ultimate Destruction» Дока Самсона озвучил Дэниэл Риордан.